# Emine Ülker Tarhan

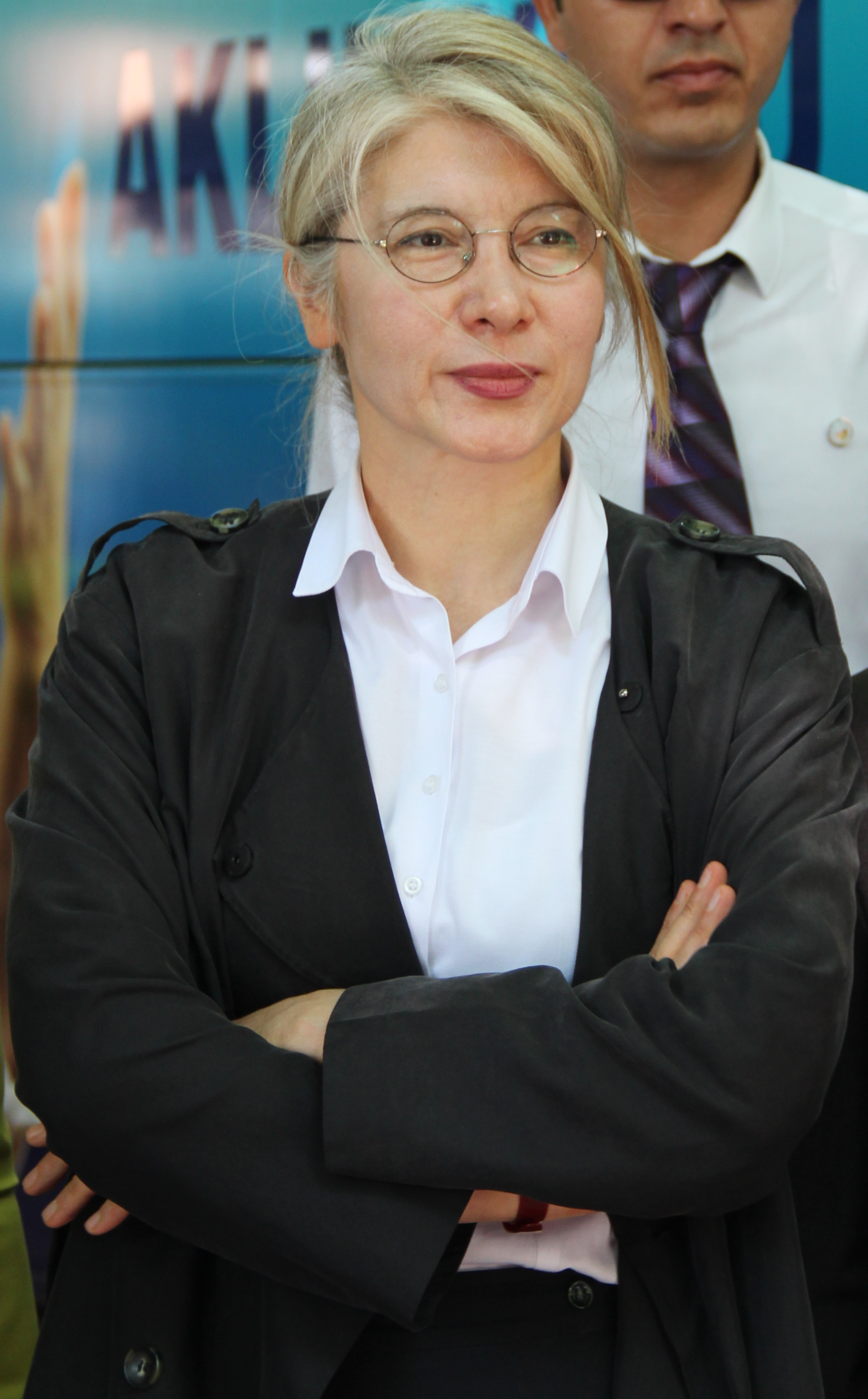
Emine Ülker Tarhan (2015)

Emine Ülker Tarhan (* 29. November 1963 in Tarsus) ist eine türkische Juristin und Abgeordnete.
Tarhan war bis Mitte März 2011 Richterin im 4. Strafsenat des Kassationshofes in Ankara und Präsidentin des von ihr 2006 mitgegründeten Berufsverbandes der Richter und Staatsanwälte YARSAV. Sie gehört zu den Kritikern des türkischen Verfassungsreferendums von 2010 und setzt sich für die Gleichberechtigung von Frauen im Arbeitsleben ein. Im Jahr 2011 legte Tarhan ihr Amt als Richterin und den Vorsitz des Berufsverbandes Yarsav nieder, um als Abgeordnete für die oppositionelle Republikanische Volkspartei (CHP) anzutreten. Gegenüber der Frankfurter Allgemeinen Zeitung nahm sie mit der Bemerkung Stellung: „Es ging nicht mehr um Recht.“ Zu ihrem Rücktritt bestärkt habe sie auch die Verhaftung von Ahmet Şık im März 2011. Bei den Parlamentswahlen im Juni 2011 wurde sie als Mitglied der stärksten Oppositionspartei, der Republikanischen Volkspartei, in die Große Nationalversammlung gewählt.
Ende Oktober 2014 trat sie aus der CHP aus und gründete eine eigene Partei, die Anatolien-Partei.
Tarhan ist verheiratet und hat zwei Kinder. 2014 erschien ihr Buch Beni Susturabilecek Tek Şey.

## Positionen
Bei einer  Veranstaltung des Büro für Integration am 1. April 2011 in Frankfurt am Main hielt Tarhan eine Rede über Verletzungen der Meinungs- und Pressefreiheit in der Türkei. Von den 119.298 Individualbeschwerden wegen Verstößen gegen die Europäische Menschenrechtskonvention, die dem zuständigen Europäischen Gerichtshof vorliegen, seien 33.568 von Bürgern und Nichtregierungsorganisationen aus der Türkei erhoben worden.  
Tarhan kritisierte den Rückgang des Frauenanteils in der türkischen Judikative auf nahezu 0 % bei der Wahl des Obersten Gerichtshofes 2011. Auch der Anteil der Aleviten in der türkischen Gerichtsbarkeit läge bei Null. Ministerpräsident Recep Tayyip Erdoğan würde unter anderem in Silivri, der Hauptstadt des gleichnamigen Landkreises der Provinz İstanbul, Sondergerichte und Hochsicherheitstrakte für tausende Menschen bauen lassen.
Sie wirft Erdoğan vor „Gewalt gegen Frauen in der Türkei zu begünstigen“. Im Jahr 2011 kritisierte Tarhan die innertürkische Strafverfolgung bei einer öffentlichen Anerkennung des Völkermordes an den Armeniern nach Artikel 301 („Herabsetzung der türkischen Nation“) des türkischen Strafgesetzbuches und forderte die Abschaffung der Strafverfolgung.

## Werke
- Beni Susturabilecek Tek Şey Istanbul 2014, Verlag Ka kitap, ISBN 9786056430848